# Apollo 11
Apollo 11 var den första bemannade rymdfärden som landade på månen, höjdpunkten i NASA:s Apolloprogram och en milstolpe i rymdkapplöpningen mellan USA och Sovjetunionen. Besättningen utgjordes av befälhavaren Neil Armstrong samt Buzz Aldrin och Michael Collins. Apollo 11 sköts upp 16 juli 1969, Armstrong och Aldrin genomförde den första bemannade landningen på månen den 20 juli och besättningen återvände till jorden den 24 juli. Apollo 11 uppfyllde därmed president John F. Kennedys mål att "...före årtiondets slut ha landat en människa på månen och tagit honom tillbaka i säkerhet." som uttalades vid ett tal till kongressen 25 maj 1961.

## Besättning
Besättningen som utförde detta bestod av de tre astronauterna Neil Armstrong, Buzz Aldrin och Michael Collins. Alla tre hade varit i rymden en gång tidigare.

## Förberedelser
Månlandaren fick namnet Eagle efter motivet som fanns på uppdragets insignier. Förslag fanns att kommandomodulen skulle kallas Columbia efter Columbiad, den jättekanon som sköt iväg en rymdfarkost (även den från Florida) i Jules Vernes roman Från jorden till månen. Det refererade också till Columbia, ett historiskt namn på USA. I Collins bok 1976 framhöll han att Columbia var en hänvisning till Christopher Columbus.
Astronauterna tilläts medföra personliga saker (PPK), små påsar som innehöll personliga saker av betydelse som de ville ta med på uppdraget. Fem PPK:er på 0,5 pund  (0,23 kg) vardera transporterades på Apollo 11 varav tre (en för varje astronaut) stuvades på Columbia före uppskjutningen och två på Eagle.
NASA:s arbetsgrupp för val av Apollo 11:s landningsplats på månen angav den 8 februari fem potentiella platser baserat på högupplösta fotografier av månytan från de fem obemannade sonderna i Lunar Orbiter-programmet med information om ytbetingelserna. Landningsplatsen måste ligga nära månens ekvator för att minimera mängden drivmedel som skulle krävas. Den skulle vara fri från hinder för att minimera manövrering och platt för att förenkla landningsradarns uppgift. Vetenskapligt värde var inte ett avgörande argument.  Det slutliga platsvalet blev Stillhetens hav (Mare Tranquilitatis) utifrån sju kriterier inom områdena ytjämnhet, drivmedelsbehov, förutsättningar för återstart och extra strängt krav på bästa solvinkel med hänsyn till astronauternas temperaturbelastning.

## Uppskjutningen
En Saturn V-raket sköt upp Apollo 11 från John F. Kennedy Space Center den 16 juli 1969 klockan 9:32 lokal tid (13:32 UTC). Miljoner människor bevittnade händelsen på plats och via televisionen, bland andra USA:s dåvarande president Richard Nixon. 12 minuter senare gick den in i omloppsbana kring jorden.  Efter ett och ett halvt varv kring jorden tändes det tredje steget (S-IVB) och skickade rymdfarkosten i bana mot månen. Den 19 juli passerade Apollo 11 bakom månen och avfyrade sina styrraketer för att gå in i omloppsbana kring månen. Under de trettio varv  som farkosten kretsade kring månen kunde besättningen se landningsplatsen i södra änden av stillhetens hav (Mare Tranquillitatis).

## Månlandningen

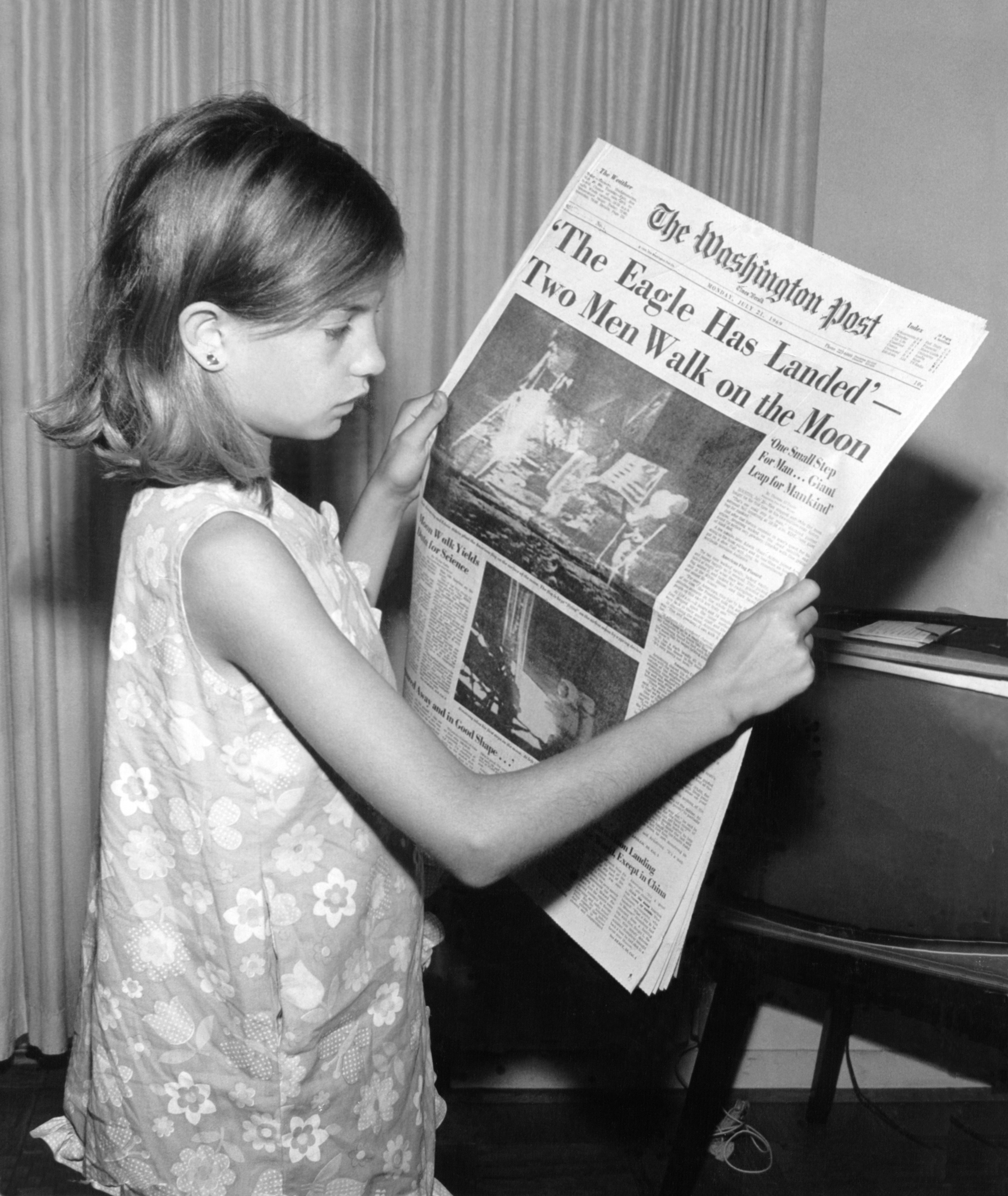
En flicka läser i The Washington Post 21 juli 1969 om månlandningen.

Månlandaren, som kallades The Eagle (Örnen), stod i Mare Tranquillitatis – Stillhetens hav – efter en nervpirrande landning av Neil Armstrong med mindre komplikationer; eftersom platsen de ursprungligen skulle landa på bedömdes av Armstrong inte vara lämplig försökte han landa på en annan plats. Detta kunde ha gått illa eftersom bränslemängden endast var tilltagen för att räcka till den ursprungliga landningsplatsen. Läget var dock inte så desperat som det ibland har utmålats; eftersom bränslet hade skvätt runt i tanken gav bränslemätaren lägre värden än det verkliga när man gled in över marken. Det har uppskattats att Eagle hade minst femton sekunders bränsletid kvar när motorerna stannade, och Armstrong uppfattade inte situationen som trängd. Han lyckades landa säkert i Stillhetens hav.
Efter landningen var det tänkt att Armstrong och Edwin "Buzz" Aldrin skulle äta och sedan vänta ett par timmar med att stiga ur månlandaren, men de var så exalterade att de kvickt satte i sig sin mat för att så snabbt som möjligt få gå på månen.
En femtedel av världens befolkning följde Armstrongs landstigning i TV. Armstrong blev den första människan som satte foten på månens yta när han gav de berömda orden: "That's one small step for a man, one giant leap for mankind" ("Detta är ett litet steg för en människa, men ett jättekliv för mänskligheten"). Även Aldrin deltog i landningen, medan Michael Collins stannade kvar i kommandomodulen Columbia i omloppsbana runt månen.
De stannade ute i två och en halv timme och de samlade ihop 21,5 kg mångrus. De utförde även vetenskapliga experiment innan de återvände till månlandaren.
- Neil Armstrong: "One small step for (a) man, one giant leap for mankind" (fil)

### Kort tidtabell för landningen (svenska tidsangivelser)
Eftersom svensk sommartid inte infördes permanent förrän 1980 är tidsangivelserna nedan i normaltid.
| 20 juli 1969 - 21:17 - Månlandaren Eagle landar på månens yta. |
| 21 juli 1969 - 03:39 - Dörren till landaren öppnas, tre timmar tidigare än beräknat. - 03:50 - Armstrong kommer ut genom luckan och ska klättra ner de nio stegen till månen. - 03:56 - Armstrong sätter sin vänstra fot på månen. - 04:14 - Aldrin står nu också på månen. - 04:40 - USA:s flagga hissas. Ett samtal mellan president Nixon och astronauterna förlänger månbesöket med en kvart. - 05:56 - Aldrin klättrar upp i landaren. - 06:10 - Armstrong påbörjar sin klättring. - 18:54 - Återfärden till jorden påbörjas. |

## Återfärden
Vid återfärden lämnades månlandarens landningsställ kvar var på månen (och står där än idag), medan resten av månlandaren återvände till omloppsbanan och dockade med kommando- och servicemodulerna, där Collins hela tiden väntat i kommandomodulen. Så snart Armstrong och Aldrin förflyttat sig till kommandomodulen, kopplades månlandaren loss och lämnades i omloppsbanan.
Återfärden till jorden gick problemfritt. Strax före återinträdet i jordatmosfären, kopplades servicemodulen loss från kommandomodulen. Kommandomodulen med de tre astronauterna föll sedan genom atmosfären, skyddad av sina värmesköldar, medan servicemodulen fick brinna upp som planerat. Några minuter före landningen i Stilla havet utlöstes tre stora fallskärmar som bromsade farten rejält, så att kommandomodulen kunde landa i vattnet utan att skadas.

## Bildgalleri

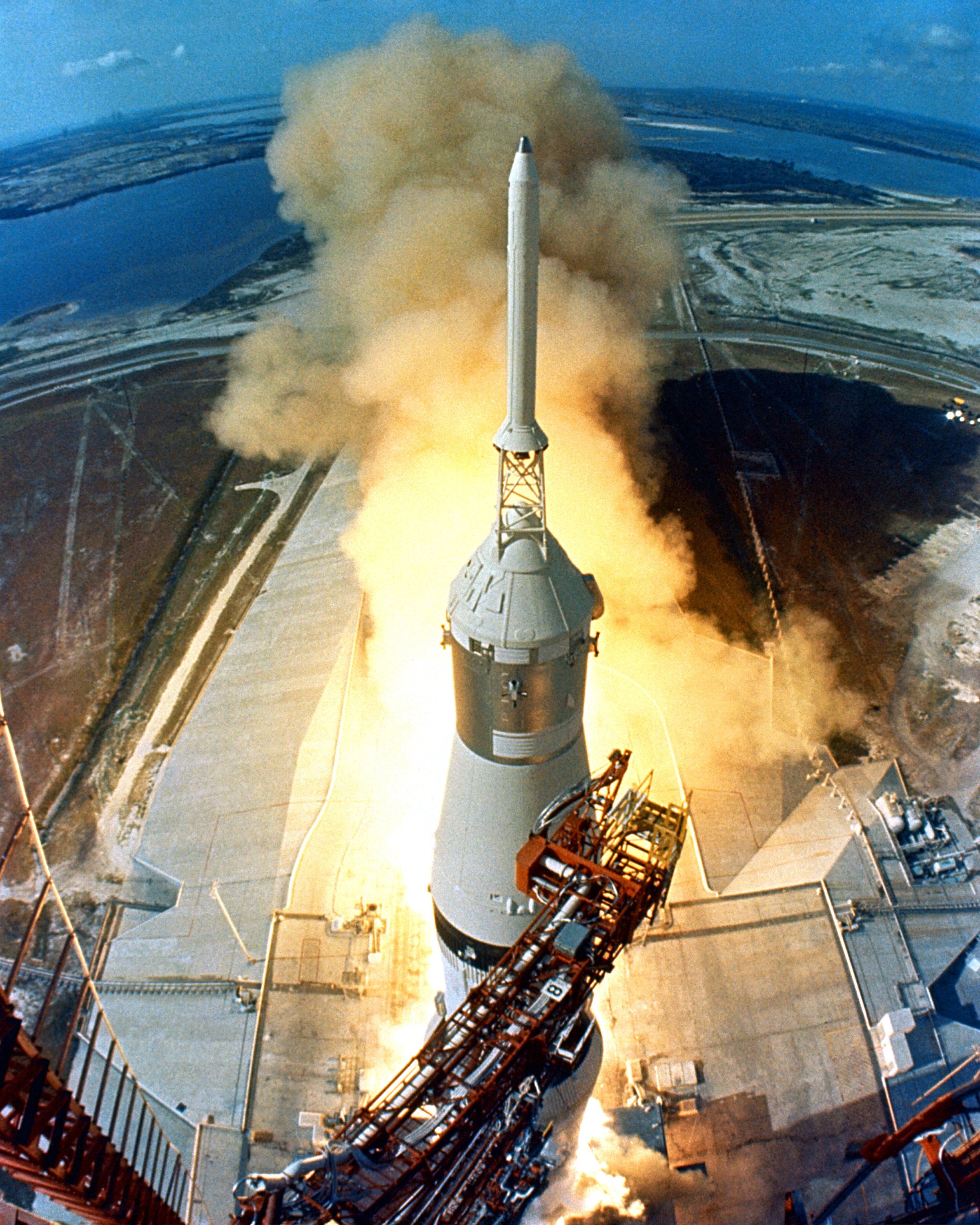
Det tog Saturn V-raketen, som bar Apollo 11, flera sekunder att lämna rampen den 16 juli 1969.
- 4:30 minuter lång video från själva månlandningen. (Inget ljud)
- 1:14 minuter lång video från Buzz Aldrins första steg på månen. Armstrong är redan nere och närmar sig bakifrån. (Inget ljud)
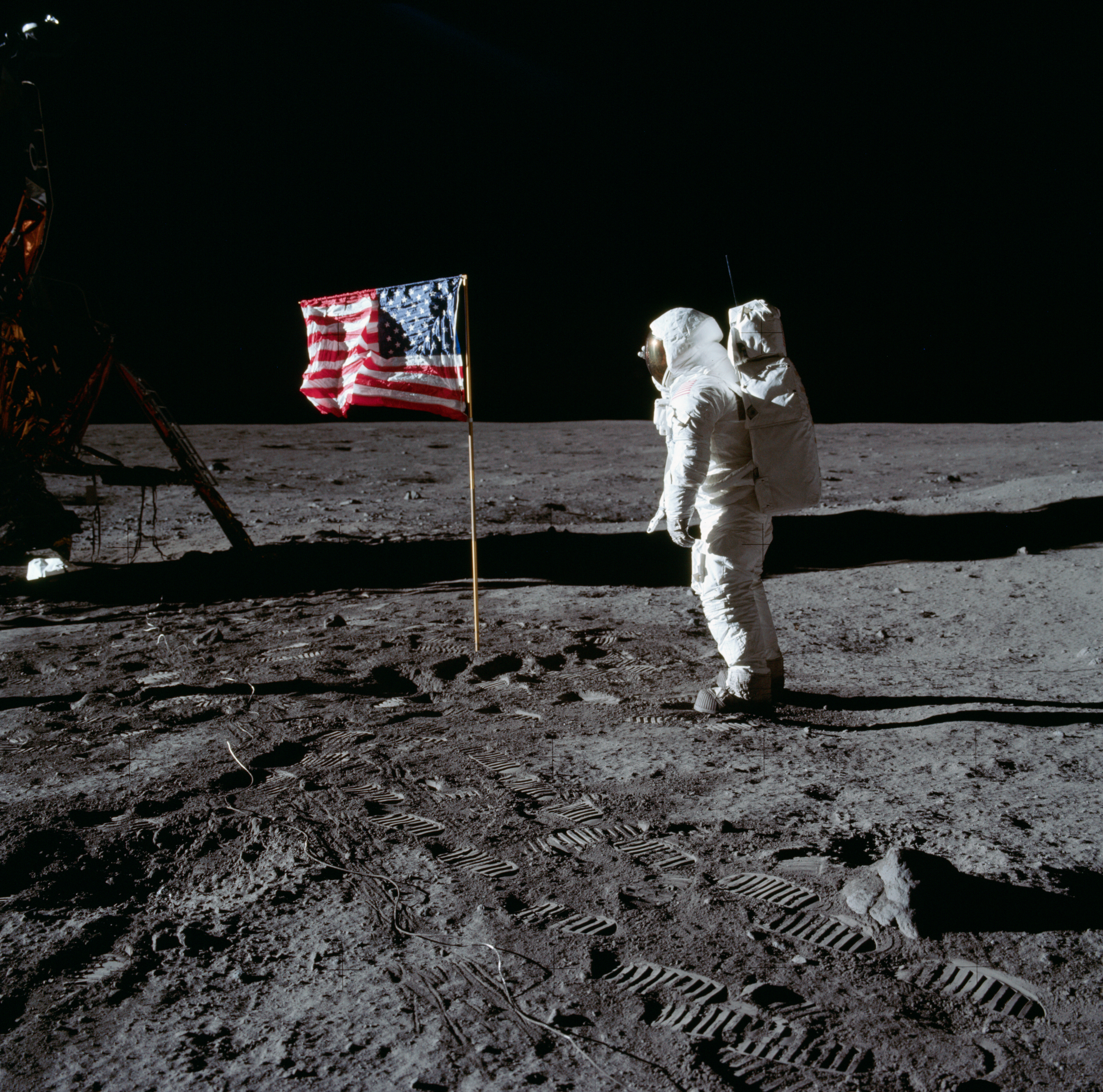
Buzz Aldrin gör honnör för USA:s flagga. Foto av Neil Armstrong.
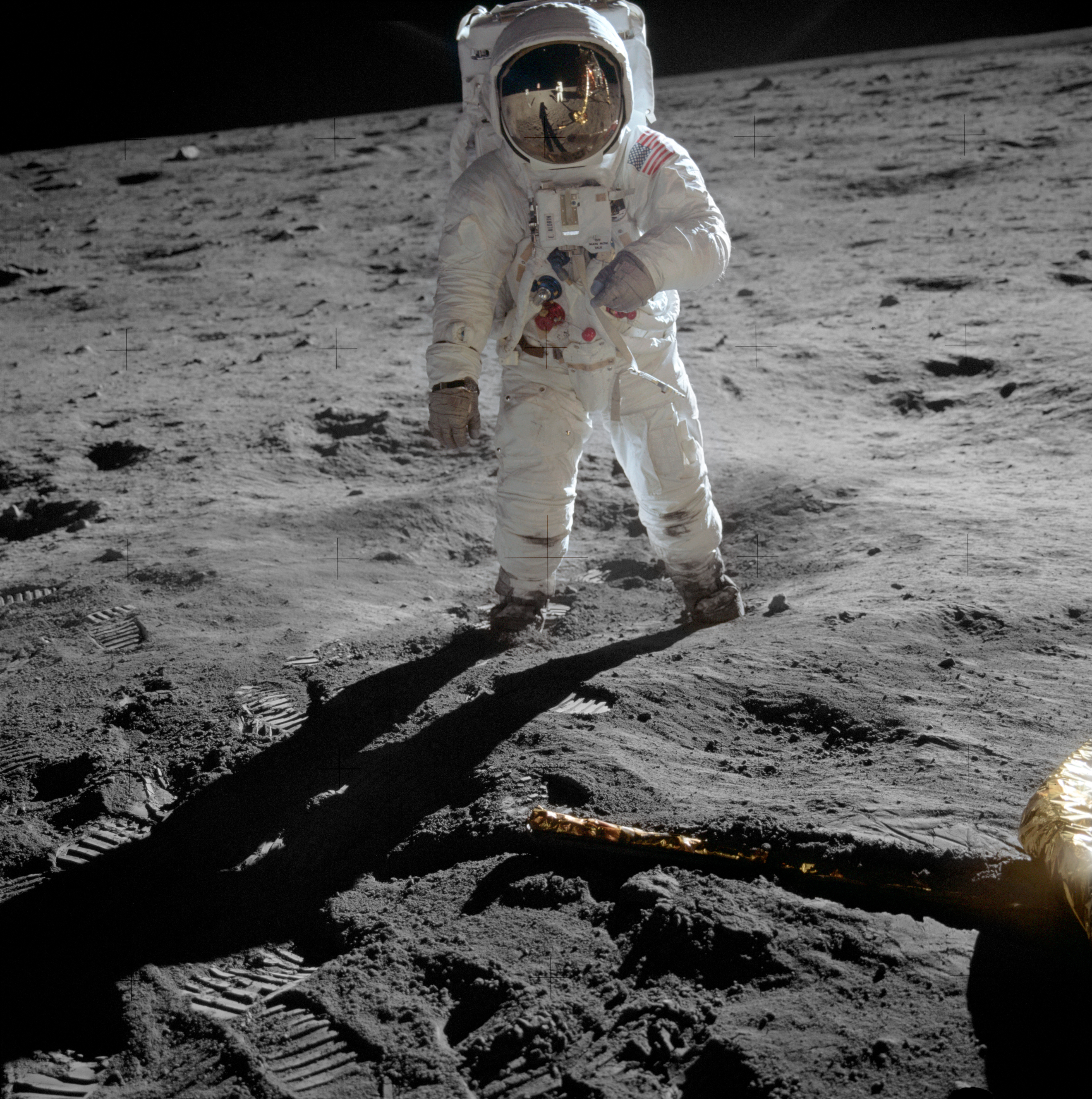
Buzz Aldrin på månen. Foto av Neil Armstrong.
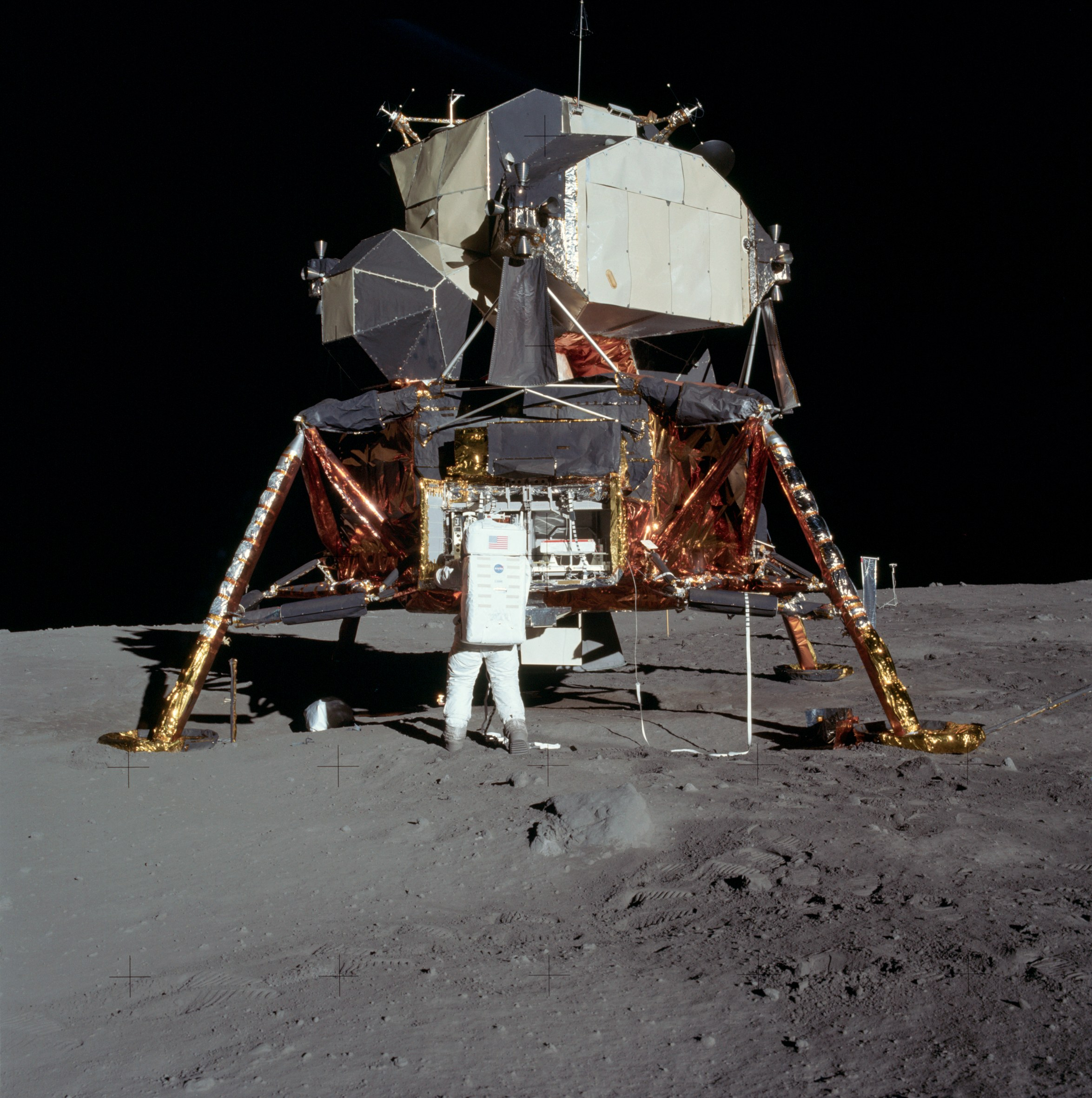
Månlandaren med Buzz Aldrin framför. Foto av Neil Armstrong.
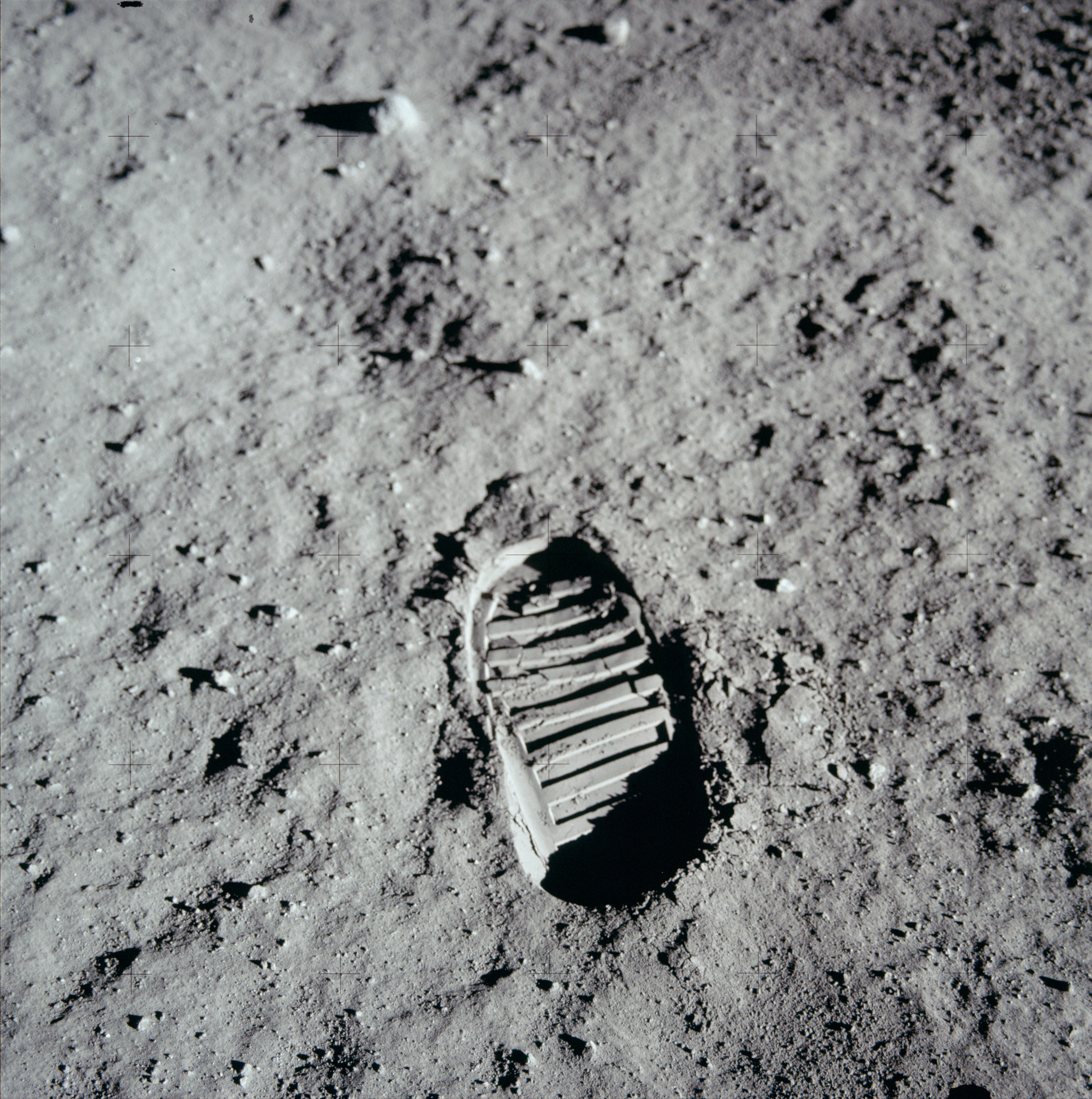
Buzz Aldrins fotavtryck på månen, fotograferat av honom själv.
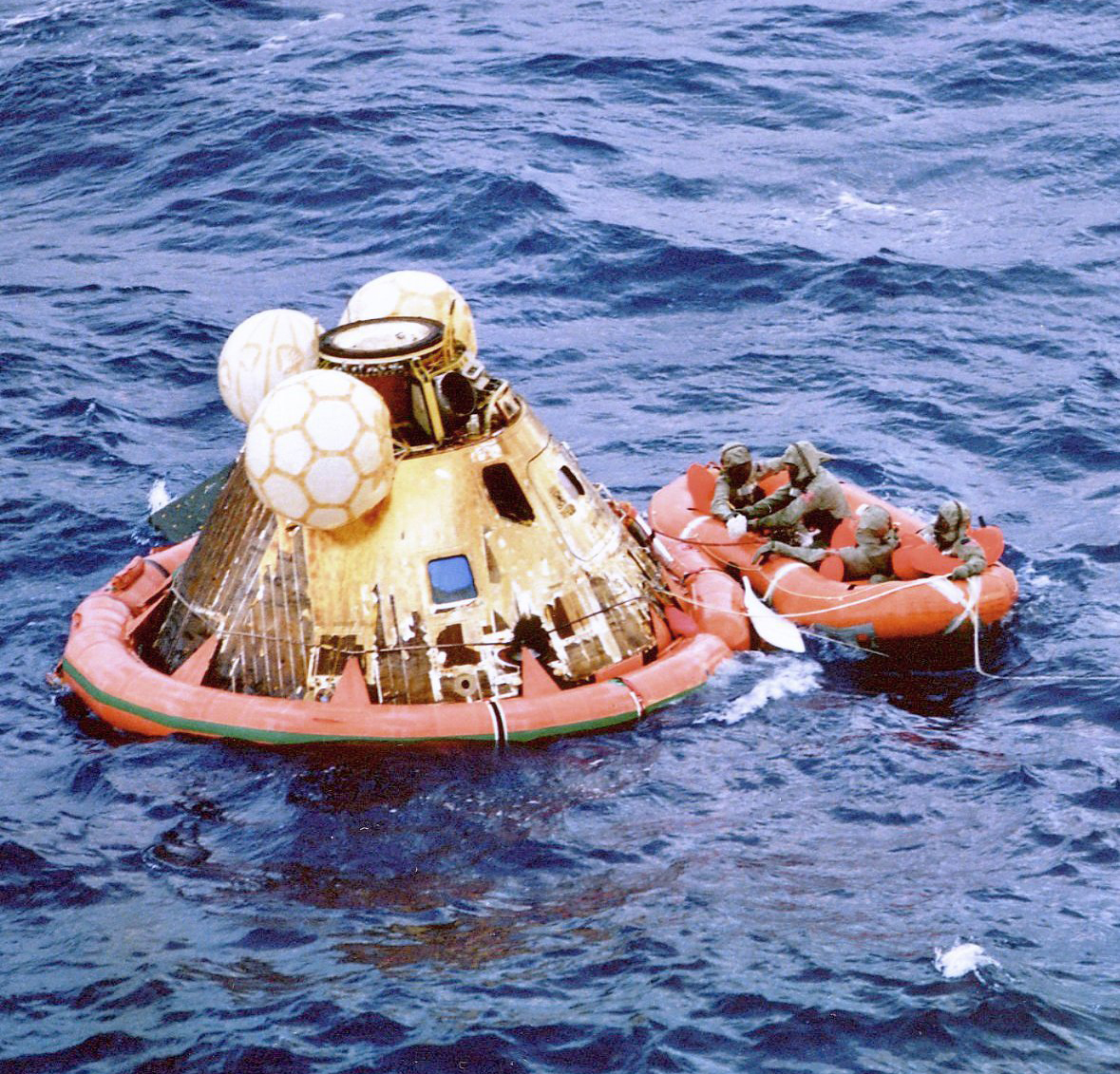
Kommandomodulen flyter i havet medan personal förbereder sig på att hjälpa astronauterna ut.
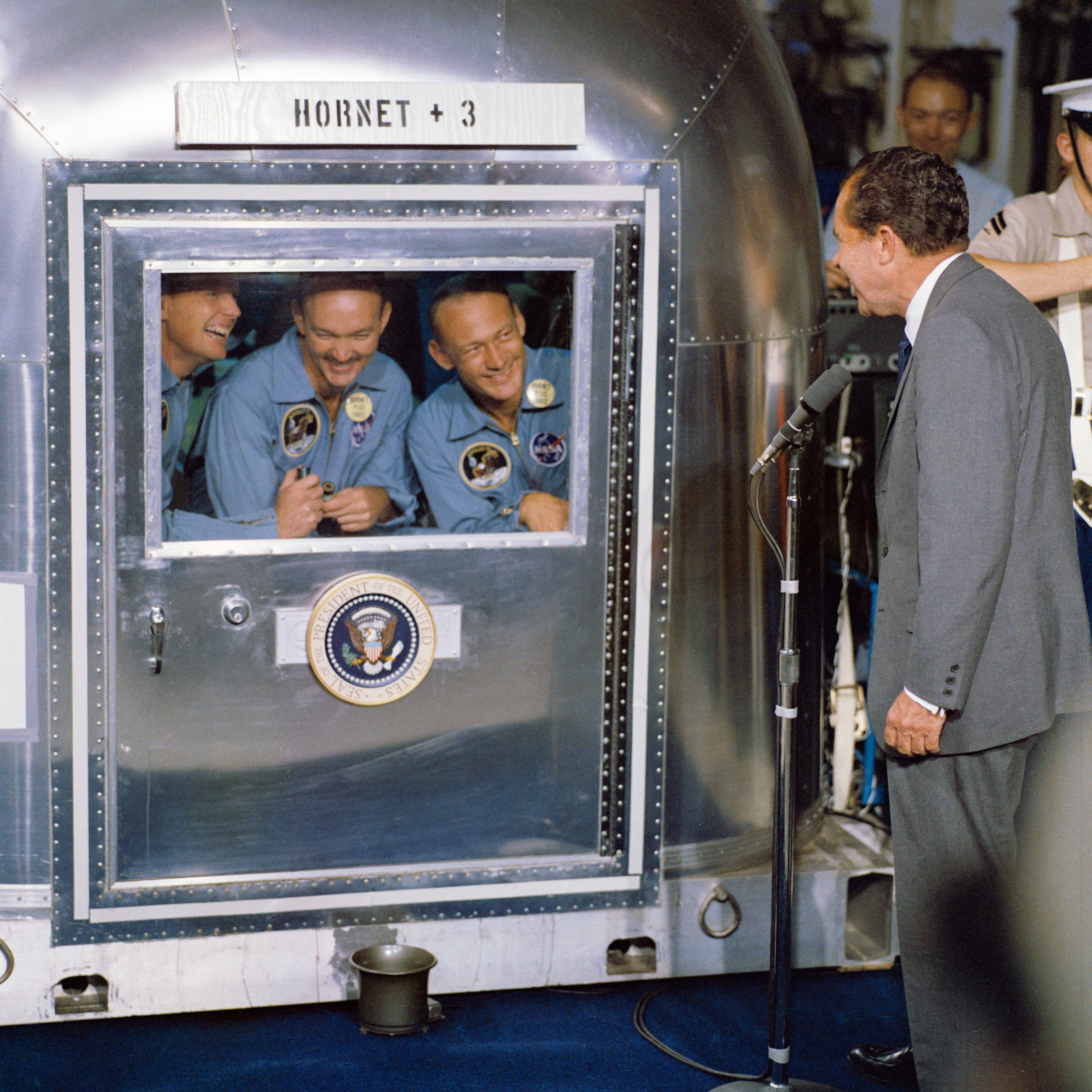
Besättningen från Apollo 11 i tillfällig karantän efter månlandningen, välkomnas av Richard Nixon ombord på hangarfartyget USS Hornet.
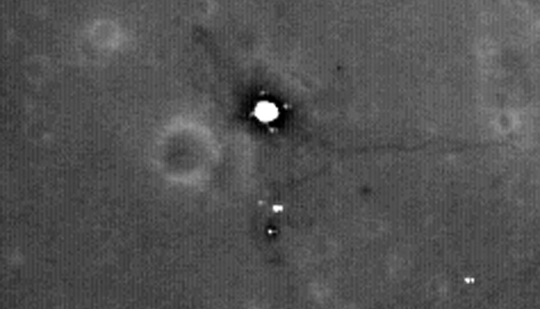
Bild tagen 2009 av LRO visar månlandarens underdel som blev kvar på månen.